# 馬取
馬取（まとり）は、長野県北佐久郡軽井沢町大字発地の南東に位置する地区である。

## 地区内の区分
地区の西側に位置する地域を通称本郷（ほんごう）と呼ぶ。本郷は、古くから住宅がある地域である。地区の東側に位置する地域を通称谷地（やち）と呼ぶ。谷地は、一部を除き最近になって住宅が建てられた地域である。

## 名称の由来
馬取は、以前「馬取萱村（まとりかやむら）」と呼ばれていたが、明治維新後「馬取村」と改称され現在の軽井沢町大字発地の馬取区に至っている。
馬取萱の名前の由来は、鎌倉幕府創設者の源頼朝がこの地で猟をしていたという伝説から来ている。頼朝公は猟の途中休憩するため、馬を杭（くい）にくくらせていた。しかし馬が突如暴れ、杭を抜いて走り出した。馬はすさまじい速さで西へ走り続け、もはや捕まらないと思われた。そのとき、突然馬は進めなくなった。人々が駆け寄ると、馬は生い茂る萱に突っ込み動けないでいたのである。この古事から、「馬を取った萱」→「馬取萱」となったといわれている。ちなみに、馬が杭を抜いて逃げ出した地には「まぐい」→「馬越（まごえ）」という名がつけられ、現在の軽井沢町南軽井沢区馬越になっている。